# Olga Šišiginová
Olga Vasiljevna Šišiginová (kazašsky Ольга Васильевна Шишигина; * 23. prosince 1968, Almaty) je bývalá kazachstánská atletka, olympijská vítězka v běhu na 100 metrů překážek.

## Kariéra
První velké úspěchy na mezinárodní scéně zaznamenala v roce 1995, kdy získala na halovém MS v Barceloně stříbrnou medaili v běhu na 60 metrů překážek a stříbro na světovém šampionátu v Göteborgu. V letech 1996 – 1998 si odpykala dvouletý trest za pozitivní dopingový nález. V roce 1999 se stala v japonském Maebaši halovou mistryní světa (60 m př.) a na MS v atletice v Seville doběhla ve finále v čase 12,51 s na 4. místě.
V roce 2000 vybojovala na letních olympijských hrách v australském Sydney zlatou medaili. Ve finále trať zaběhla v čase 12,65 s. Stříbro získala Glory Alozieová, která byla o tři setiny pomalejší a bronz Američanka Melissa Morrisonová za 12,76 s. O rok později na halovém MS v Lisabonu doběhla na 4. místě a vybojovala bronzovou medaili na světovém šampionátu v Edmontonu.
Dvakrát získala zlatou medaili na Asijských hrách (1994, 1998).

### Osobní rekordy
- 60 m př. (hala) – 7,82 s – 21. února 1999, Liévin
- 100 m př. (dráha) – 12,44 s – 27. června 1995, Lucern